# Spinola

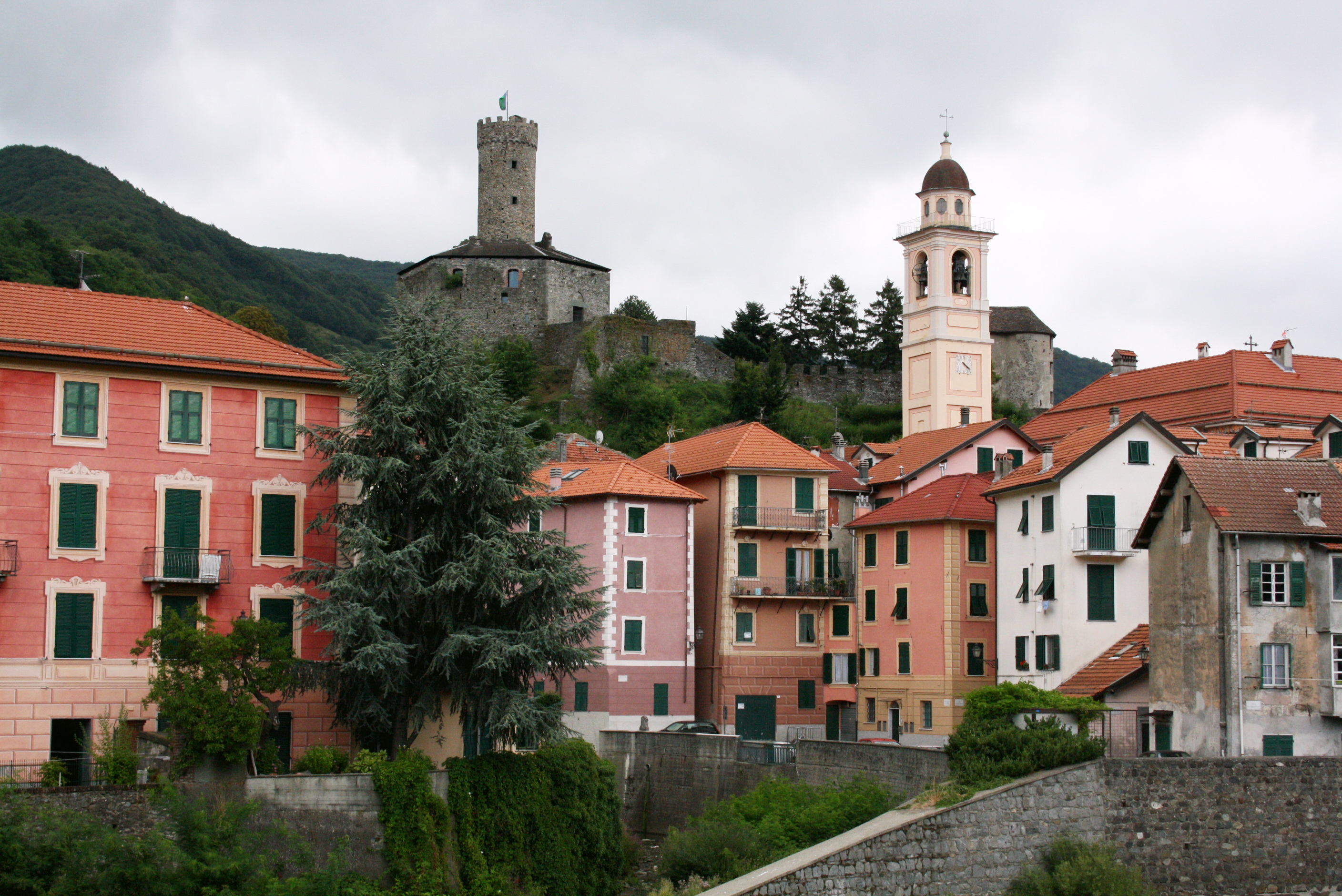
Castello del Bosco-Spinola in Campo Ligure

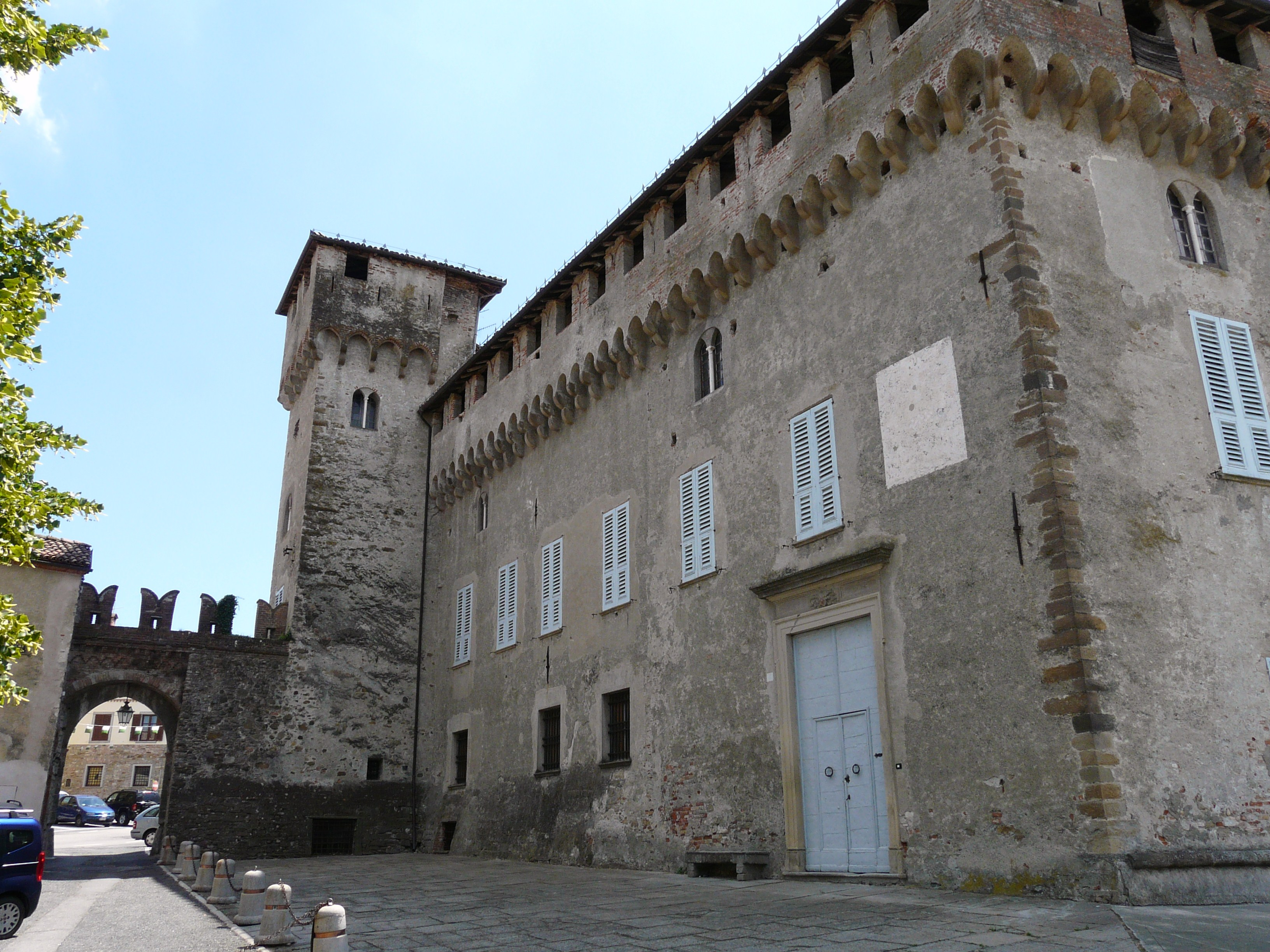
Castello degli Spinola a Lerma

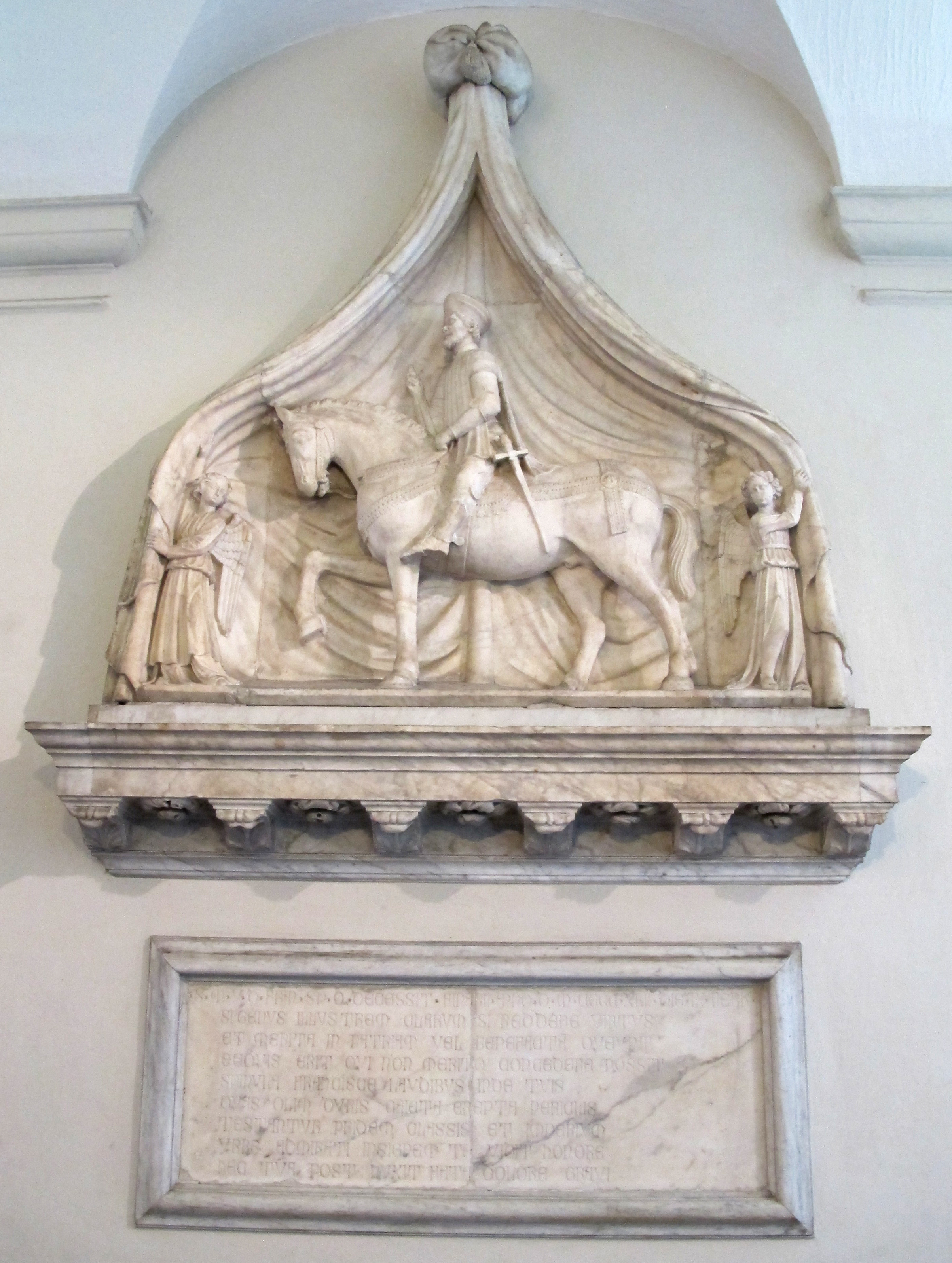
Monumento funebre di Francesco Spinola di Michele d'Aria nel Palazzo Spinola di Pellicceria

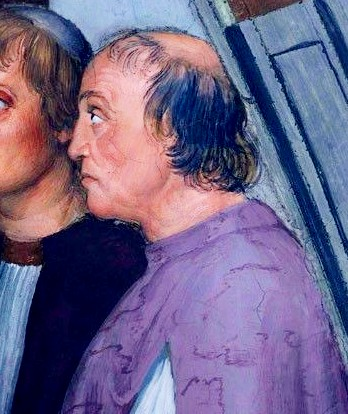
Il cardinale Agostino Spinola ritratto da Raffaelo Sanzio nella Messa di Bolsena (Vaticano)

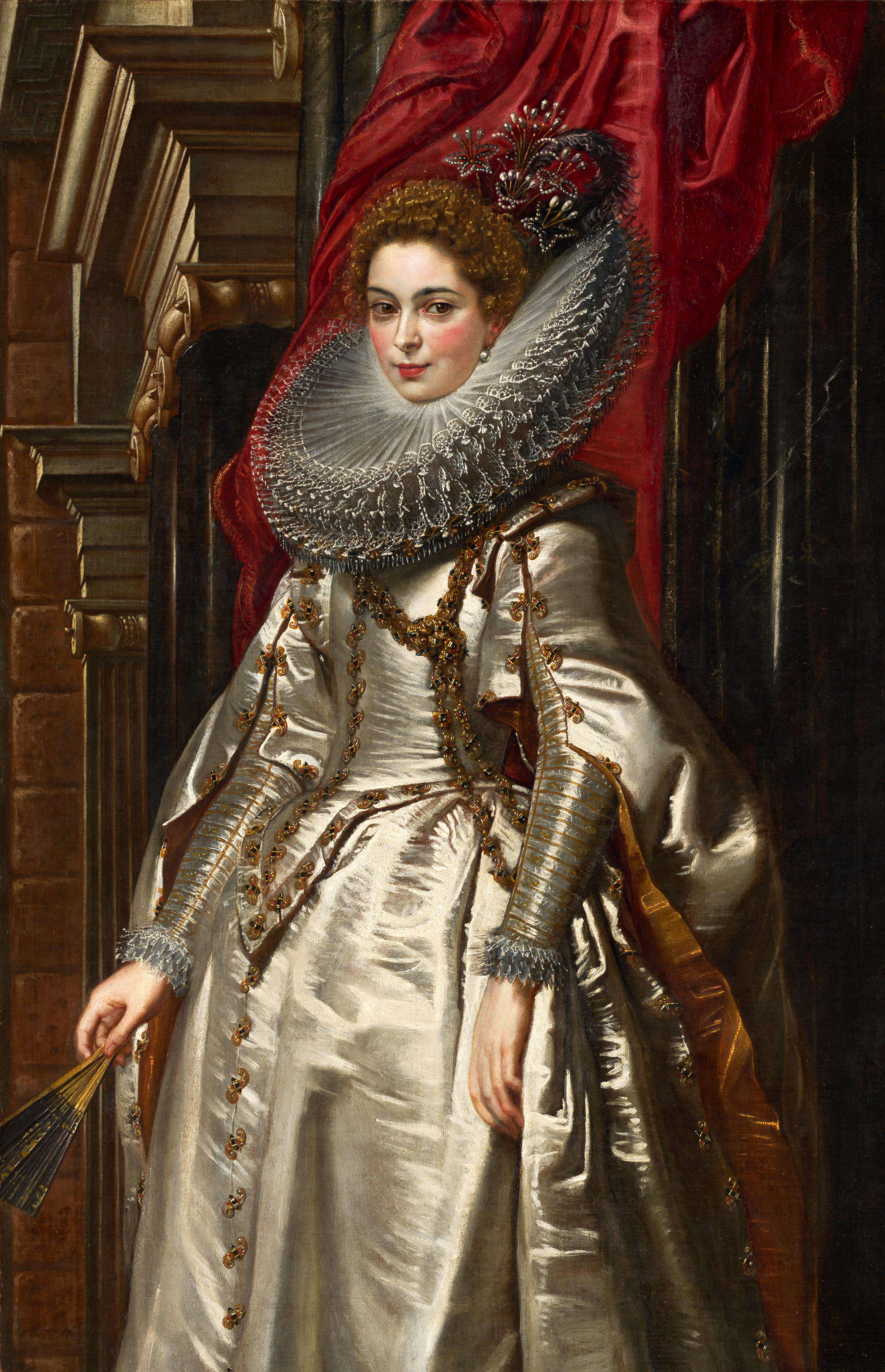
Brigida Spinola Doria ritratta da Peter Paul Rubens

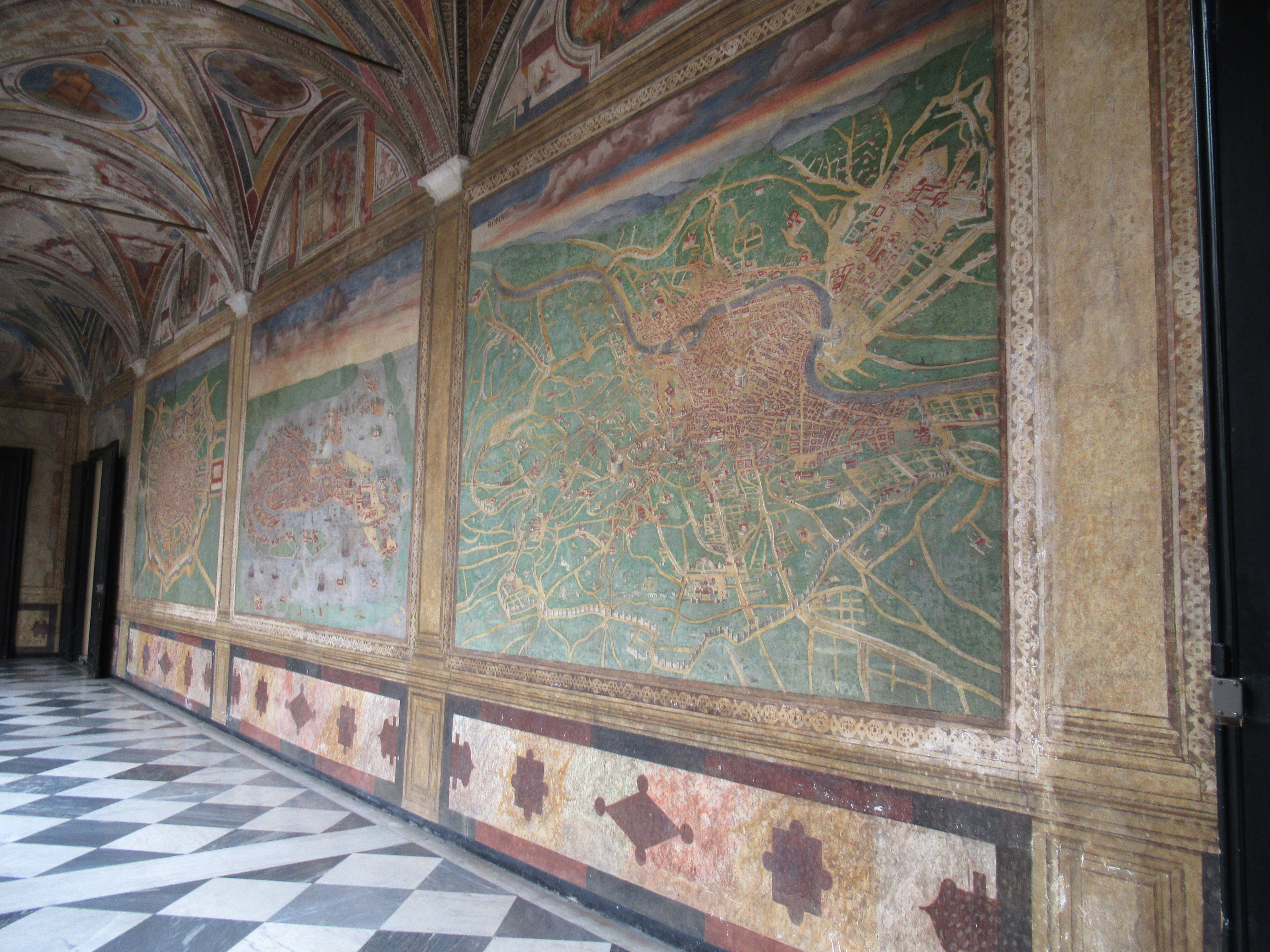
Loggia del Palazzo Doria Spinola di Genova

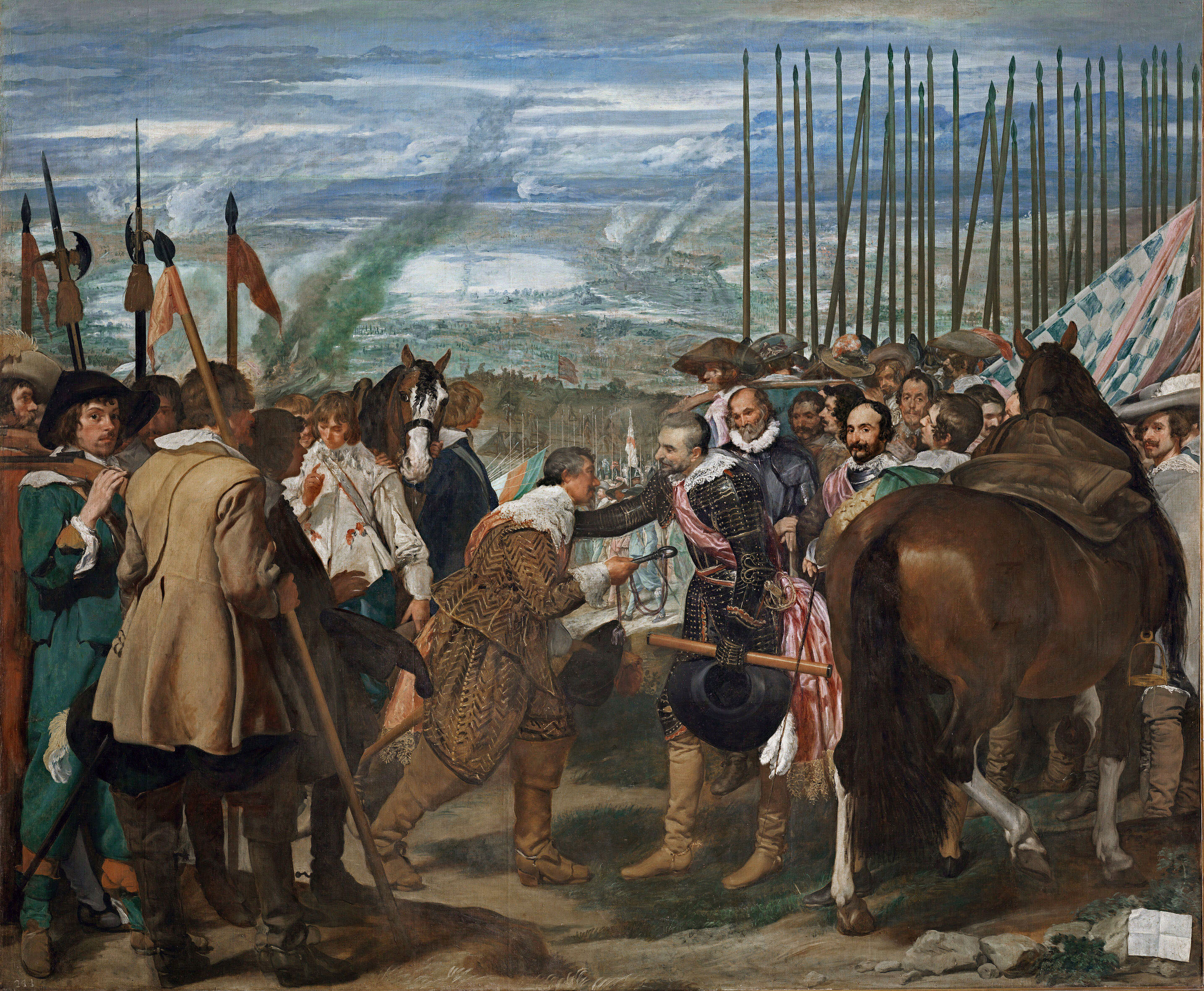
Ambrogio Spinola e Giustino di Nassau nella Resa di Breda di Diego Velázquez

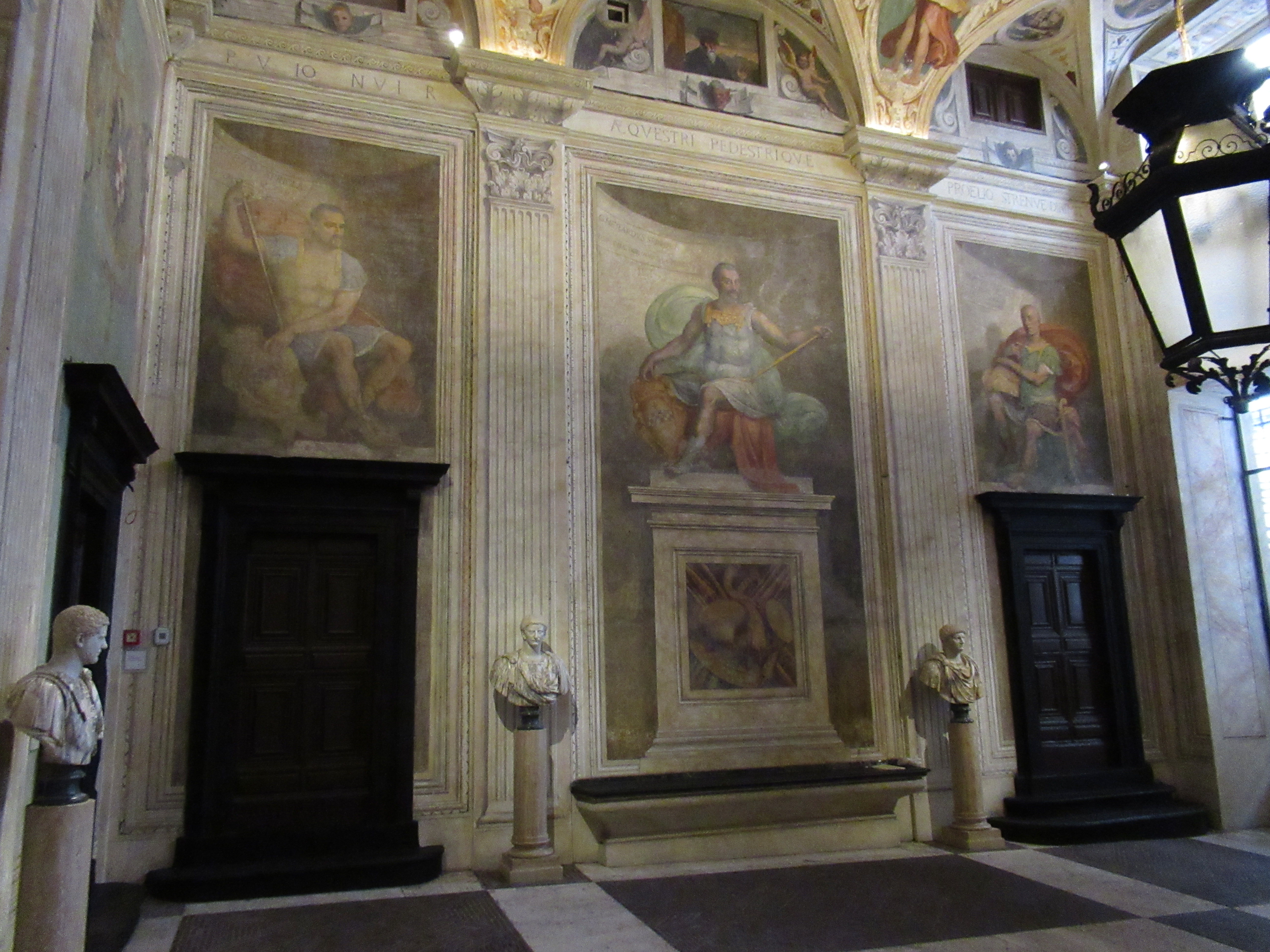
Ritratti Spinola nell'atrio di Palazzo Angelo Giovanni Spinola a Genova

La casa di Spìnola è una delle più antiche e cospicue famiglie nobili genovesi. Fondata nel XII secolo dal visconte Guido detto Spinula dei Carmandino, console della Repubblica di Genova, i suoi discendenti adottarono il soprannome paterno all'uso della nobiltà civica italiana.
Capi dei ghibellini genovesi (insieme ai Doria) nel XIII secolo, gli Spinola furono una delle cosiddette "quatuor gentes", cioè le quattro famiglie egemoniche di Genova nel XIII secolo e l'inizio del XIV (Spinola, Doria, Fieschi e Grimaldi). All'accesa della egemonia dei "popolares" nella Repubblica (Boccanegra, Adorno, Fregoso, ecc.), furono esclusi delle massime magistrature, nonostante l'affermazione del loro dominio feudale nell'entroterra ligure, insieme al comando militare, la diplomazia e negli affari internazionali, in particolare i servizi finanziari e militari a favore di diversi monarchie europei.
Alla riforma aristocratica della Repubblica guidata da Andrea Doria nel 1528, gli Spinola formarono il 1º albergo della nobiltà, affermandosi come la casata che più dogi (12) e senatori (127) donarono alla repubblica, oltre che cardinali (13) e molti altri prelati. Grazie alla loro potenza politica, feudale, militare, economica e sociale, la casata si afferma come una delle più prestigiose d'Europa, ottenendo diversi titoli, alcuni di dignità principesca e ducale, e legandosi con importanti case nobili e sovrani, tra cui i Paleologi di Costantinopoli, gli Aleramici di Saluzzo, del Finale, i Grimaldi di Monaco, e molti altri.

## Origini
La famiglia, che fondò la propria ricchezza sulla mercatura (ovvero il traffico delle merci), la finanza e l'acquisizione di terre, trae origine da Guido e Oberto, figli di Guido e nipoti di Belo Bozumi; circa l'origine del nome Angelo Maria Scorza riporta nel suo Le famiglie nobili genovesi tre versioni principali:
- per avere questi due fratelli portato in Genova dall'oriente una spina della corona di Gesù Cristo;
- per essere stati signori di Monte Spinula nel Marchesato di Varsi;
- per avere i due fratelli esercitato il mestiere di fabbricanti di botti.

Un ignoto poeta trasfigurò in una spina di rosa la tradizionale spina di botte dello stemma gentilizio Spinola con un elegante distico elegiaco latino inserito nell'epigrafe sepolcrale dedicata al gentiluomo Giovanni Battista Spinola (1584-1624), tuttora visibile nella collegiata di S. Maria Assunta a Lenola (LT):
D(eo) O(ptimo) M(aximo)
Irrora lacrymis, hospes, tumulu(m): ille Ioannes
BAPTISTA hic iacet, heu, SPINULA conspicuus.
Ornavit terras vivus, nunc sidera gignet.
Da cineri lacrymas, SPINA sepulta rosas.

## Albergo Spinola
Con la riforma voluta da Andrea Doria nel 1528, gli Spinola andarono a formare il primo Albergo della nobiltà. Di seguito le famiglie che erano ascritte all'albergo Spinola:
- Anselmi: giunsero in Genova da Sanremo e furono ascritti agli Spinola.[9]
- Ardizzone: giunsero in Genova da Taggia intorno al XIV secolo, venendo ascritti agli Imperiale, ai Lercaro ed agli Spinola.[10]
- Baione: vennero ascritti agli Spinola.[11]
- De Benedetti: di varia origine, dalla val Fontanabuona, Albenga e Lerici oppure di famiglia ebraica convertita, furono ascritti nel 1528 alla famiglia.[12]
- Biscia: vennero ascritti agli Spinola.[13]
- Caneto: genovesi dal 1150, furono ascritti ai Fieschi ed agli Spinola.[14]
- Del Carretto: famiglia originata dagli Aleramici, in Genova vennero ascritti agli Spinola.[15]
- Castagnola: giunsero in Genova da La Spezia nel 1450 e nel 1528 furono ascritti ai De Marini ed agli Spinola.[16]
- Celesia. genovesi dal 1150, furono ascritti ai Pinelli, ai Negrone ed agli Spinola.[17]
- Costa: famiglia di diverse origini e suddivisa in vari rami.[18]
- Dentuti: giunsero in Genova dalla riviera ligure intorno al XIV secolo. Nel 1528 furono ascritti ai Pinelli ed agli Spinola.[19]
- Dughi: genovesi, furono ascritti alla famiglia.[20]
- Fava: genovesi, furono ascritti alla famiglia.[21]
- Ferro: originari della riviera di levante furono ascritti nel 1528 alla famiglia.genovesi, furono ascritti alla famiglia.[22]
- Franzone: giunsero in Genova dal riviera di levante intorno al 1350 e nel 1528 furono ascritti agli Spinola ed agli Interiano.[23]
- Garello: giunsero in Genova da Voltri od Oneglia intorno al 1450 e nel 1528 furono ascritti alla famiglia.[24]
- Guirardengo: originari di Novi Ligure, nel 1528 furono ascritti alla famiglia.[25]
- Noceto: giunsero in Genova dalla riviera di ponente nel XVI secolo e nel 1528 furono ascritti alla famiglia.[26]
- Paravania: nativi di Prato, località della Valbisagno, nel 1528 furono ascritti alla famiglia.[27]
- Parisola: giunsero in Genova da Daino nel 1360, nel 1528 furono ascritti agli Spinola ed agli Interiano.[28]
- Piaggio: giunsero in Genova dal chiavarese intorno al 1350 e, nel 1528 furono ascritti alla famiglia.[29]
- Piccaluga: giunsero in Genova dalla Valpolcevera intorno al 1480 e, nel 1528 furono ascritti agli Spinola ed ai Centurione.[30]
- Pippo: giunsero in Genova dalla Valbisagno intorno al 1380 e, nel 1528 furono ascritti alla famiglia.[31]
- Porrata: giunsero in Genova da Voltri nel XV secolo e, nel 1528 furono ascritti agli Spinola ed ai Salvago.[32]
- Rustici: genovesi dal XII secolo, furono ascritti ai Calvi ed agli Spinola.[33]
- San Biagio: provenienti dall'omonima località della Valpolcevera, nel 1528 furono ascritti alla famiglia.[34]
- Scaccheri: genovesi, furono ascritti alla famiglia nel XIV secolo.[35]
- Signorio: giunsero in Genova da Capriata d'Orba intorno al 1350 e, nel 1528 vennero ascritti alla famiglia.[36]
- Suarez: giunsero in Genova dalla Spagna e, nel 1561 ascritti alla famiglia.[37]
- Tolot o Tollot: provenienti dalla Svizzera passati in Genova nel XVIII secolo, imparentati con i Lomellini Marchesi di Tabarca e i conti della Torre, furono ascritti agli Spinola.[38]
- Della Torre: discendenti dei Conti di Lavagna, nel 1528 furono ascritti agli Spinola, ai Fieschi, ai De Franchi ed ai De Marini.[38]
- Tubino: giunsero in Genova da Chiavari nel 1428 e furono ascritti agli Spinola ed ai Cicala.[39]
- Valletto: genovesi, furono ascritti alla famiglia.[40]

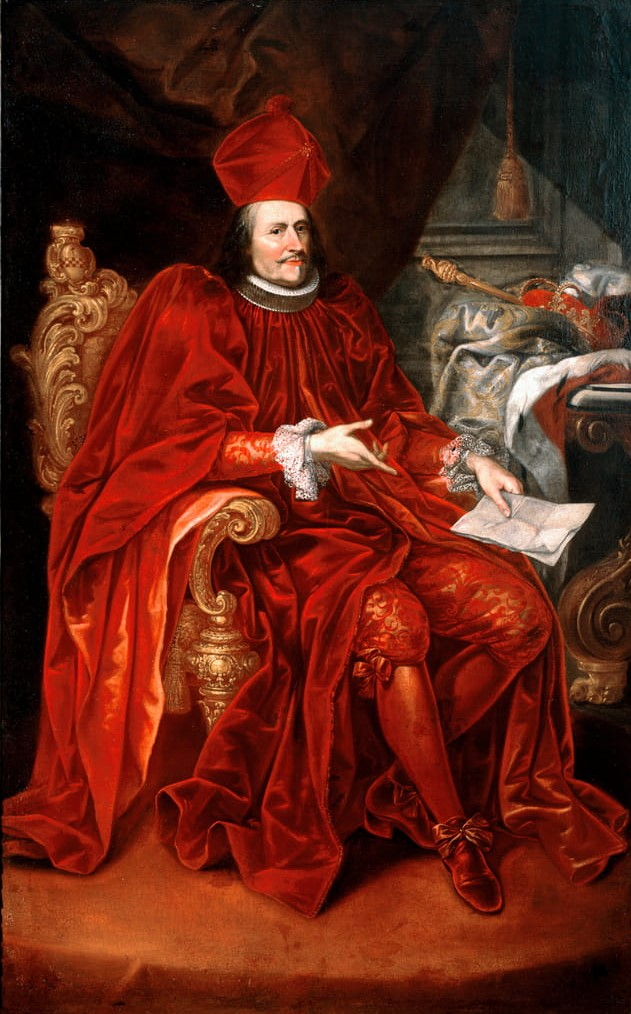
Il doge Agostino Spinola di Giovanni Enrico Vaymer

- Geronima Spinola di Anton van DyckAffreschi del Palazzo Giovanni Battista Spinola di GenovaPolissena Spinola, marchesa di Leganés, ritratta da Anton van DyckIl doge Agostino Spinola di Giovanni Enrico VaymerVernazza: giunsero in Genova nel XIV secolo da Vernazza e nel 1528 furono ascritti agli Spinola, ai Salvago ed ai Calvi.[41]

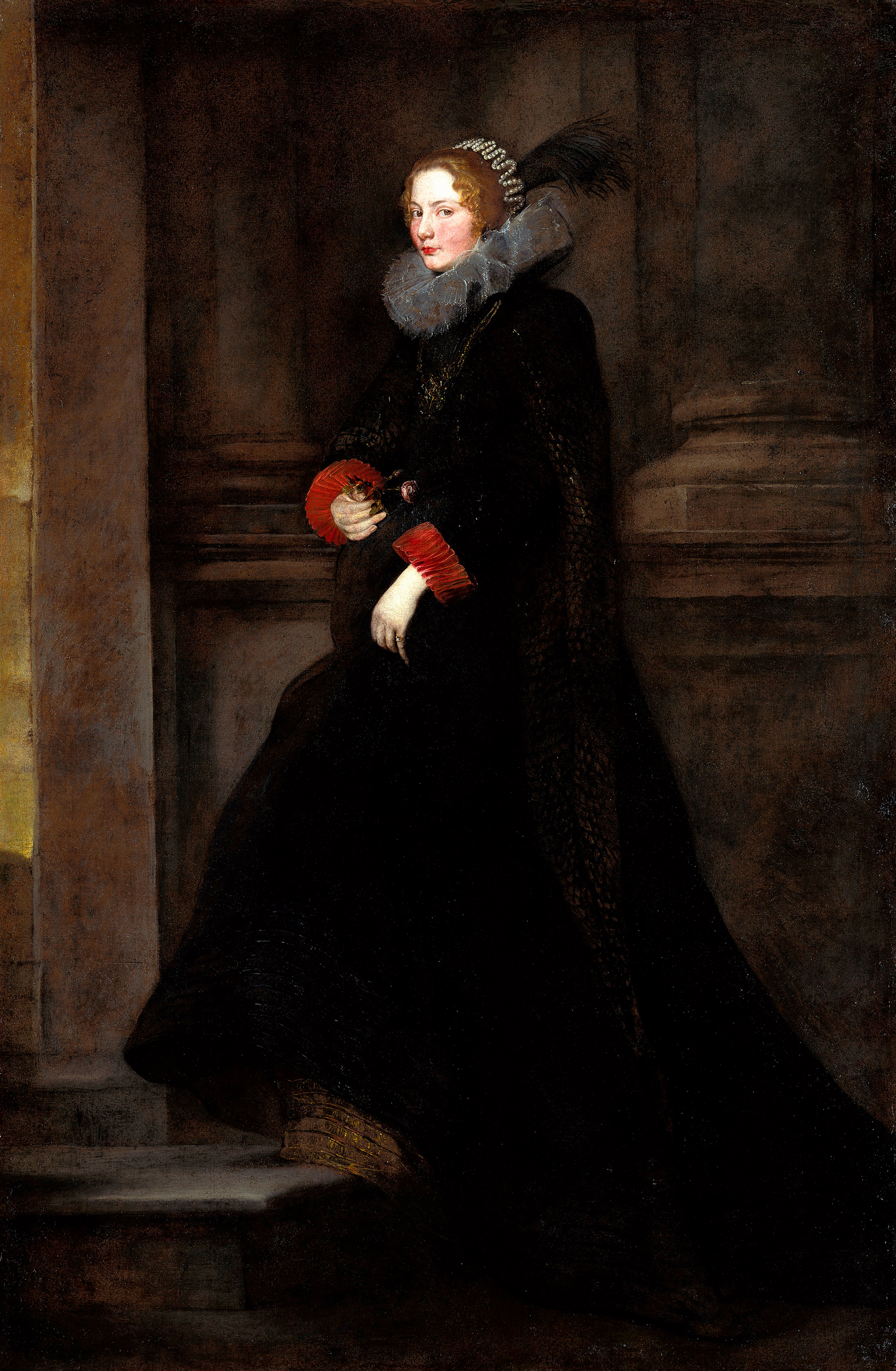
Geronima Spinola di Anton van Dyck

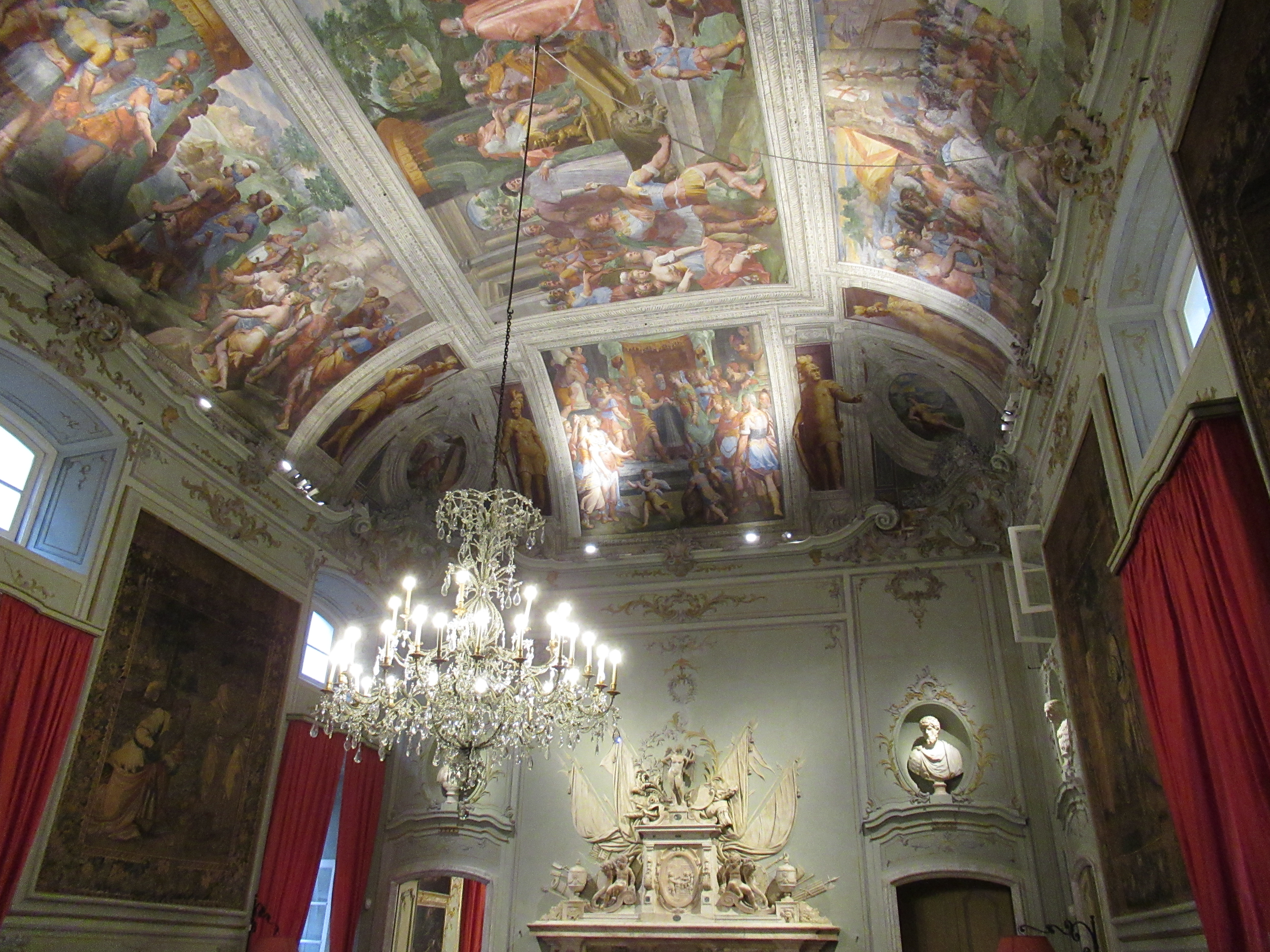
Affreschi del Palazzo Giovanni Battista Spinola di Genova

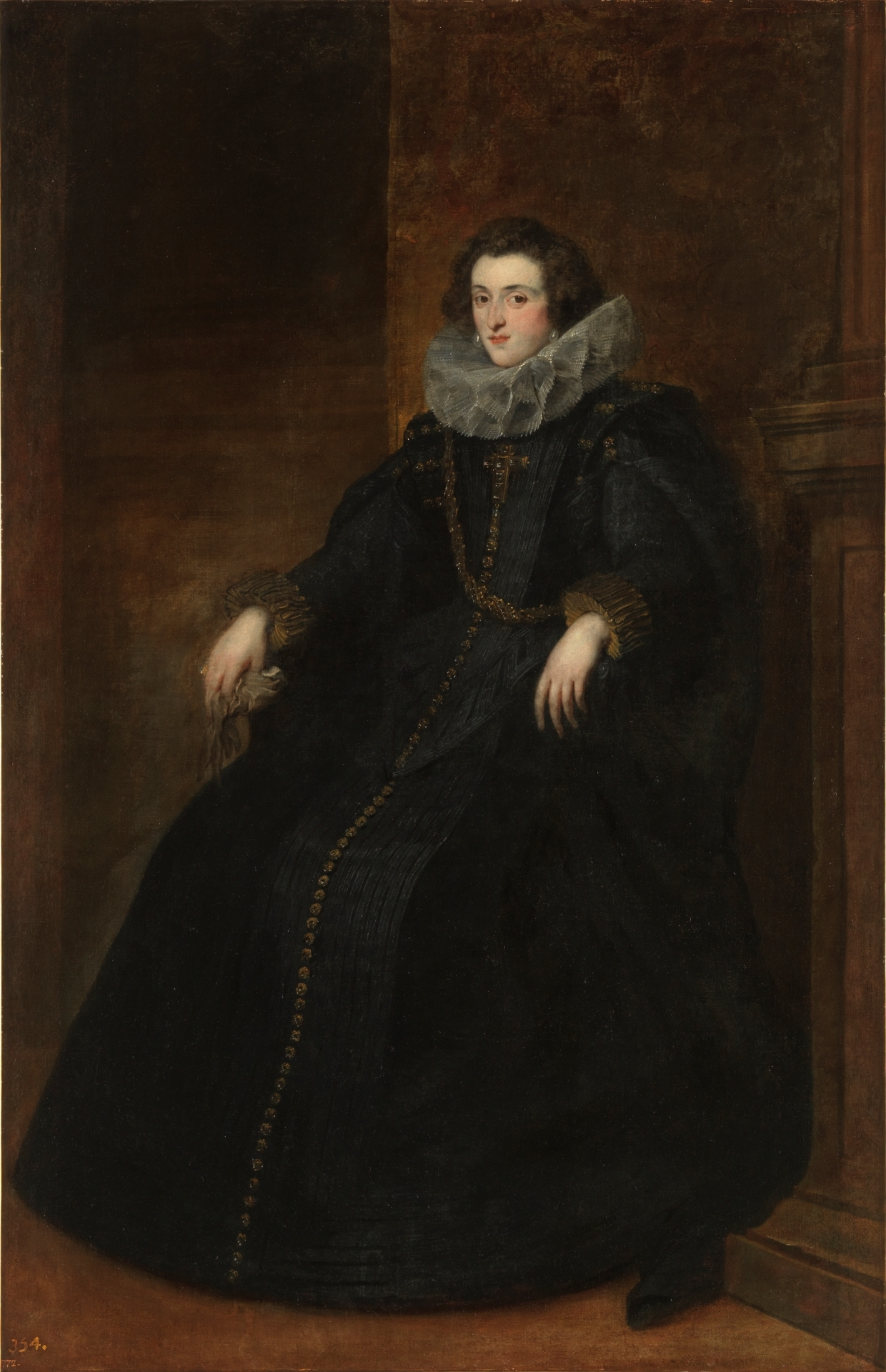
Polissena Spinola, marchesa di Leganés, ritratta da Anton van Dyck

- Zignani: provenienti dalla Lombardia, vennero ascritti alla famiglia.[42]
- Zuppa: giunsero in Genova intorno al 1293 da Voltri ed ascritti alla famiglia.[43]

## Personalità
- Nicola Spinola (o Nicolino, n. fine XII secolo - m. 1240), ammiraglio e uomo politico, nominato da Federico II di Svevia ammiraglio a vita del Regno di Sicilia[44]
- Oberto Spinola (XIII secolo)
- Opizzino Spinola (?-1315)[45], politico. Sposò Violante di Saluzzo
- Argentina Spinola (1294-1338), principessa dell'Impero d'Oriente e marchesa del Monferrato
- Francesco Spinola ( ? -1442), generale e politico
- Battista Spinola (1472-1539), doge della Repubblica di Genova
- Agostino Spinola (ca. 1482-1537), cardinale
- Luca Spinola (1489-1579), doge della Repubblica di Genova
- Simone Spinola (1497-1569), doge della Repubblica di Genova
- Filippo Spinola (1535-1593), cardinale
- Orazio Spinola (1547-1616), cardinale
- Tomaso Spinola (1557-1631), doge della Repubblica di Genova
- Andrea Spinola (1562-1641), doge della Repubblica di Genova
- Giovanni Battista Spinola (1575-1625) figlio di Gio Maria Spinola del ramo di San Luca e di Pellina Lercari, primo del ramo di San Pietro avendo acquistato il ducato di Galatina nel 1616.
- Ambrogio Spinola (1569-1630), generale
- Alessandro Spinola (1589-1665), doge della Repubblica di Genova
- Giulio Spinola (1612-1666), cardinale
- Giambattista Spinola il vecchio (1615-1704), cardinale
- Agostino Spinola (1624-1692), doge della Repubblica di Genova
- Luca Spinola (1628-1715), doge della Repubblica di Genova
- Giambattista Spinola il giovane (1646-1719), cardinale
- Francesco Maria Spinola (1659-1727), militare
- Nicola Gaetano Spinola (1659–1735), cardinale
- Giovanni Battista Spinola (1681-1752), cardinale
- Massimiliano Spinola (1780-1857), entomologo
- Ugo Pietro Spinola (1791–1858), cardinale
- Simonetta Vespucci, nata nel 1453, figlia da Cattochia Spinola e Gaspare Cattaneo della Volta, il suo luogo di nascita, se Fezzano di Portovenere (La Spezia) o Genova, il cui nome fu poi leggendariamente legato proprio alla nascita di questa "Venere vivente".

## Feudi
Il patrimonio familiare degli Spinola andò nei secoli non solo arricchendosi di terre e proprietà private, ma anche di feudi concessi da imperatori e sovrani, diffusi nelle Langhe e lungo l'Appennino ligure. Alcuni di essi furono sovrani fino al 1797.
Si ricordano:
- Arquata Scrivia: marchesato del ramo di Luccoli, con diritto di battere moneta[46];
- Montemarzino: marchesato la cui sovranità fu definitivamente ceduta ai Savoia nel 1752;
- Montacuto in consorzio familiare (1686) con i Doria e i Frascarolo;
- Isola del Cantone: contea del ramo di Luccoli;
- Ronco Scrivia: contea poi marchesato del ramo di Luccoli, con diritto di battere moneta[46];
- Tassarolo: contea palatina dal 1560 al ramo di Luccoli, con diritto di battere moneta[46];
- Pietrabissara: al ramo di Luccoli;
- Francavilla Bisio: al ramo di Luccoli;
- Lerma: al ramo di San Luca;
- Montessoro Spinola
- Mongiardino Ligure: al ramo di Luccoli e poi con i Fieschi;
- Roccaforte Ligure: al ramo di Luccoli;
- Busalla: marchesato sovrano del ramo di Luccoli, ceduto a Genova nel 172 4;
- Vergano Novarese: marchesato, poi principato del ramo di San Luca;
- Borgo Fornari: al ramo di Luccoli;
- Rocchetta Ligure: al ramo di Luccoli;
- Voltaggio: al ramo di Luccoli;
- Casareggio: al ramo di San Luca;
- Cassano Spinola: al ramo di San Luca;
- Dernice, dal 1313 al 1776;
- Casalnoceto e Rosano: al ramo di Los Balbases;
- Masone: al ramo di San Luca;
- Campo Ligure: marchesato sovrano fino al 1797 del ramo di San Luca;
- Ginosa (TA) Spinola di Los Balbases
- Molfetta (BA): principato del ramo di San Pietro dal 1650 al 1784
- San Pietro in Galatina (LE): ducato del ramo di San Pietro dal 1616 al 1784
- Soleto (LE): contea del ramo di San Pietro dal 1616 al 1784
- Borgagne (LE): del ramo di San Pietro dal 1616 al 1784
- Ducato di Sabbioneta, 1693-1703, Stato acquistato a fine Seicento dal ramo di San Pietro tramite il Re Carlo II di Spagna ma non riconosciuto legittimo dal Sacro Romano Impero
- Marchesato di Lerca: Nel 1823, il marchese Agostino Spinola ottenne il titolo di marchese di Lerca, titolo che rimase nella famiglia Spinola fino alla fine della seconda guerra mondiale.

## Ramo di San Pietro

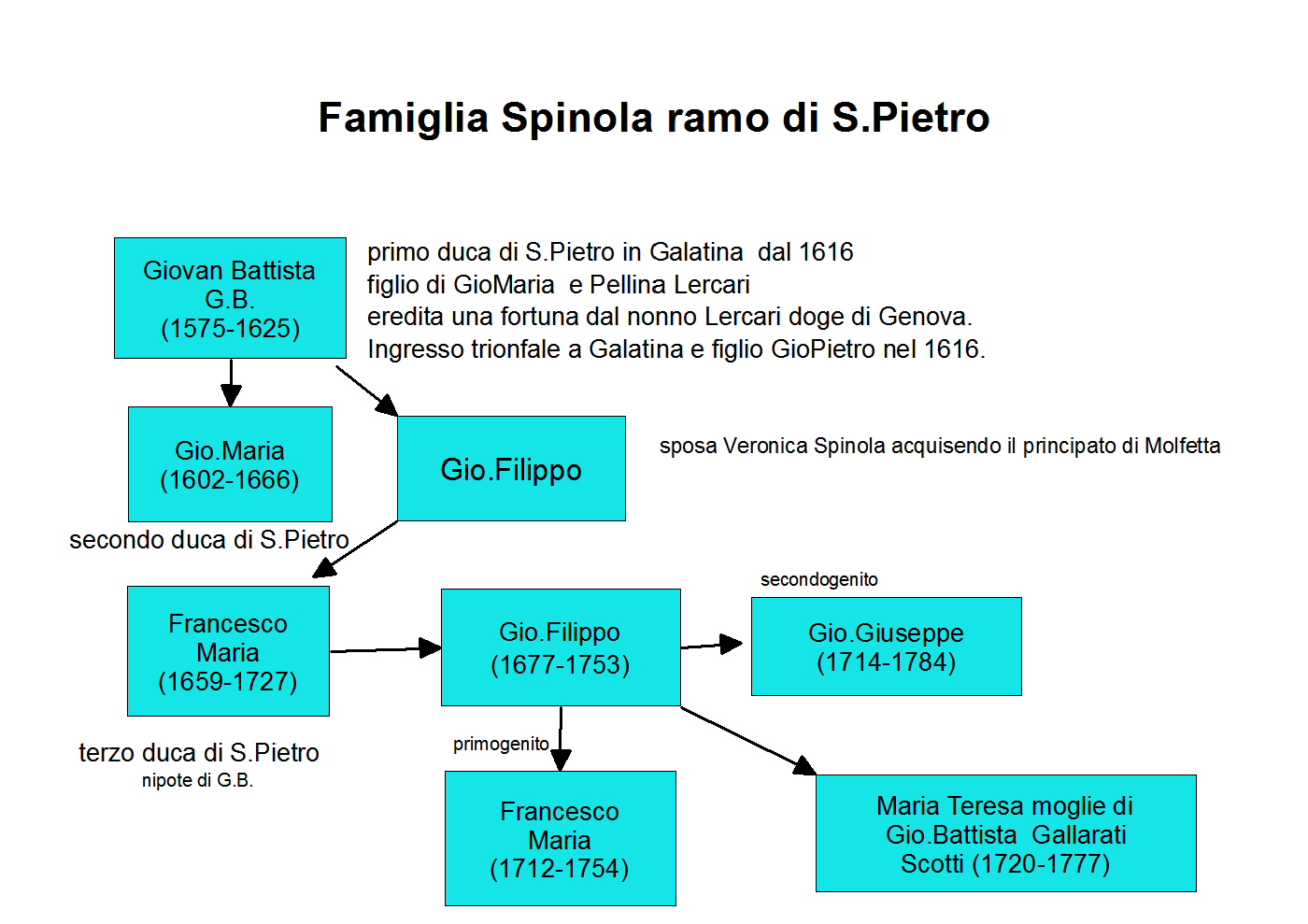
Famiglia Spinola: ramo duchi di San Pietro in Galatina e conti di Soleto

Diramazione della famiglia Spinola, ramo di san Luca.
Gio. Maria Spinola aveva sposato nel 1571 Pellina Lercari, figlia del doge di Genova Gio. Battista avendo poi in eredità una cospicua fortuna.
Il figlio Giovanni Battista (1575-1625) nel 1616 acquistò il ducato di San Pietro in Galatina per 92.000 ducati oltre a Soleto e Borgagne nel Salento. Il quartogenito di Gio. Battista, Gio. Filippo (1610-1660), sposando nel 1650 la nipote (figlia della sorella Pellina) Veronica Spinola, ereditò il titolo di principe di Molfetta acquistato dal suocero Luca Spinola per 170.000 ducati. Dal primogenito di Gio. Filippo, Francesco Maria (1659-1727) III duca di San Pietro e principe di Molfetta (fu anche sovrano del Ducato di Sabbioneta dal 1693 al 1703), titoli e proprietà passano al figlio Gio. Filippo (1677-1753) e poi in successione ai tre nipoti Francesco Maria (1712-1754), Gio. Giuseppe (1714-1784) ed infine Maria Teresa che lo porterà alla famiglia milanese Gallarati Scotti avendo sposato nel 1741 Gio. Battista Gallarati Scotti.

## Ramo dei Paesi Bassi
Diramazione della famiglia Spinola, ramo di San Luca, che nei secoli acquisì i seguenti titoli:
Principe di Vergagne (Vergano Novarese), Principe del Sacro Romano Impero (1677), Principe, Marchese di Monjardin, Grande di Spagna di prima classe (1708, dignità appoggiata sul marchesato di Monjardin), Signore di Dertonne, Signore di Rethy (terra ceduta nel 1660 dal Duca Carlo Eugenio d'Arenberg), Signore di Bois-de-Lessines (terra ereditata nel 1720  dai de Cottrel). Il ramo si estinse nel 1738 nella famiglia Mancini.